# Борок (Иркутская область)
Борок — хутор в Тайшетском районе Иркутской области России. Входит в состав Борисовского муниципального образования. Находится примерно в 26 км к северо-востоку от районного центра.

## Население
По данным Всероссийской переписи, в 2010 году на хуторе проживало 6 человек (3 мужчины и 3 женщины).